# Äkta paddor

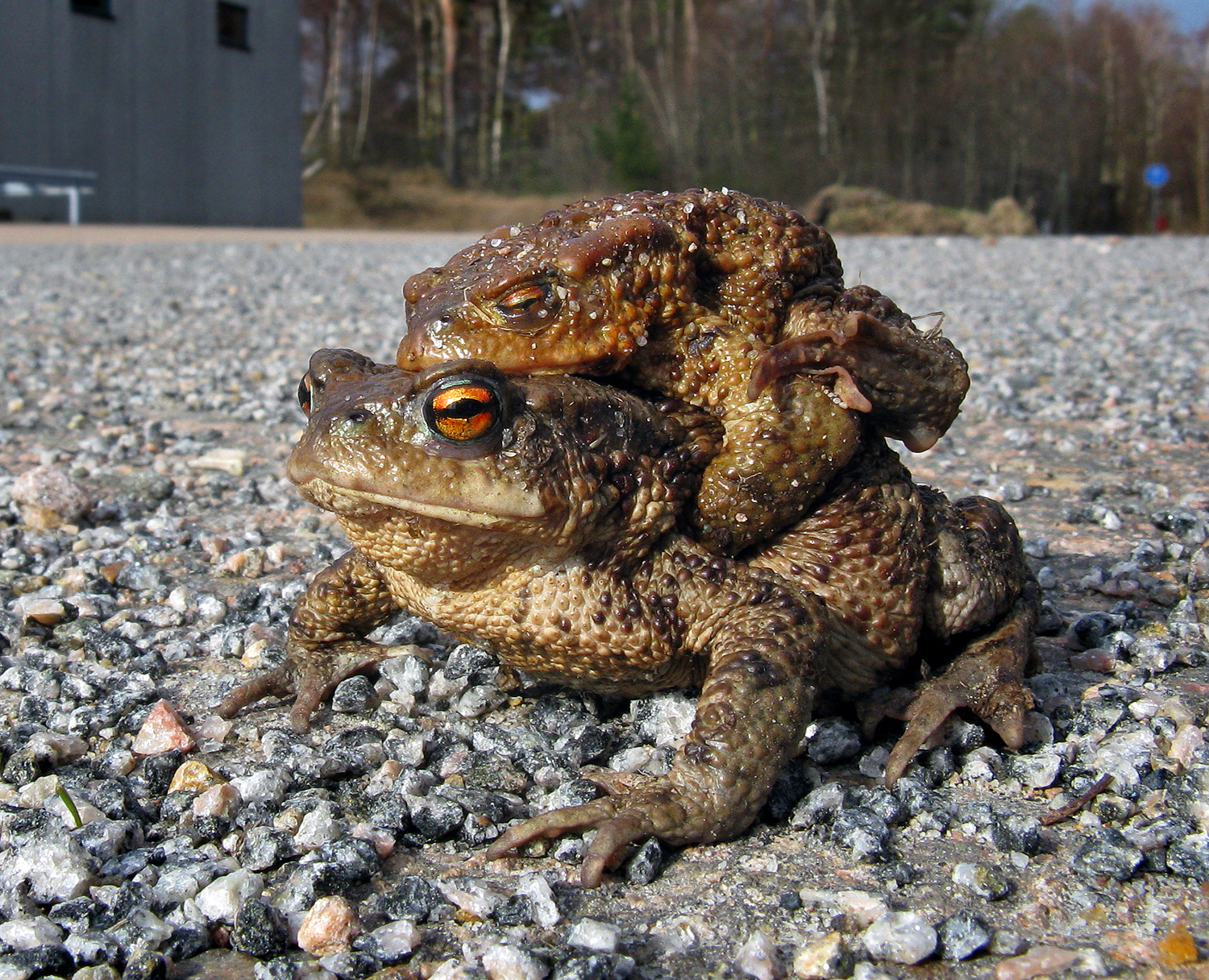
En paddhona i parning med sin hane på ryggen.

Äkta paddor (Bufonidae) är en familj av groddjur bestående av cirka 500 arter. De flesta kännetecknas av torr och vårtig hud med mer eller mindre giftiga körtlar. Paddor är mestadels landlevande, förutom under den första delen av sina liv som de tillbringar i vattenområden. De är främst nattaktiva och befinner sig på kalla ställen under dagtid.

## Försvar
De flesta paddor har giftkörtlar, en bakom varje öga. Giftet, som paddan pressar ut när den känner sig hotad eller som pressas ut av en angripares bett, är retande på slemhinnor och på mag–tarmkanalen. Giftet hos svenska paddor är dock inte alls lika giftigt som hos tropiska arter. Om en hund biter tag i en levande eller död padda blir resultatet en kraftigt saliverande hund.
Giftet, bufotalin, är obehagligt för människor, men knappast farligt. Andra paddors gift kan vara betydligt allvarligare, till exempel bufotoxin som finns hos rokokopaddan.

## Släkten

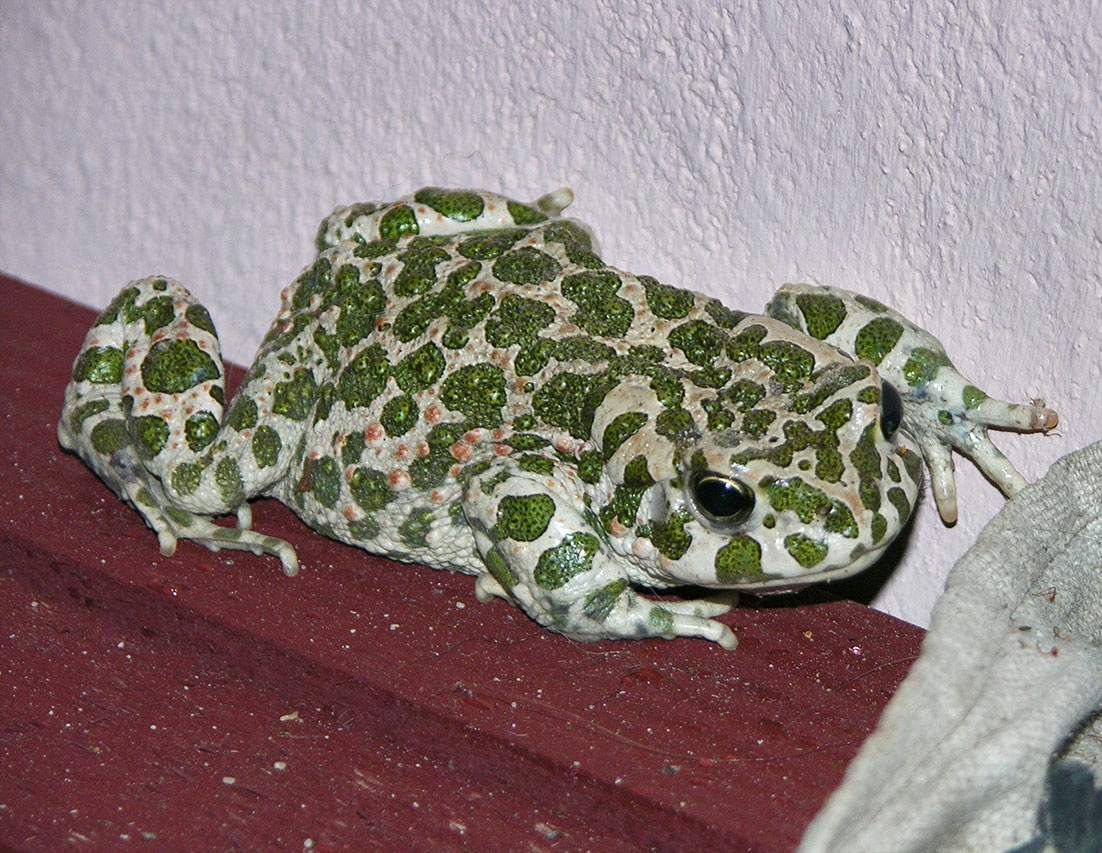
Grönfläckig padda (Bufotes viridis)

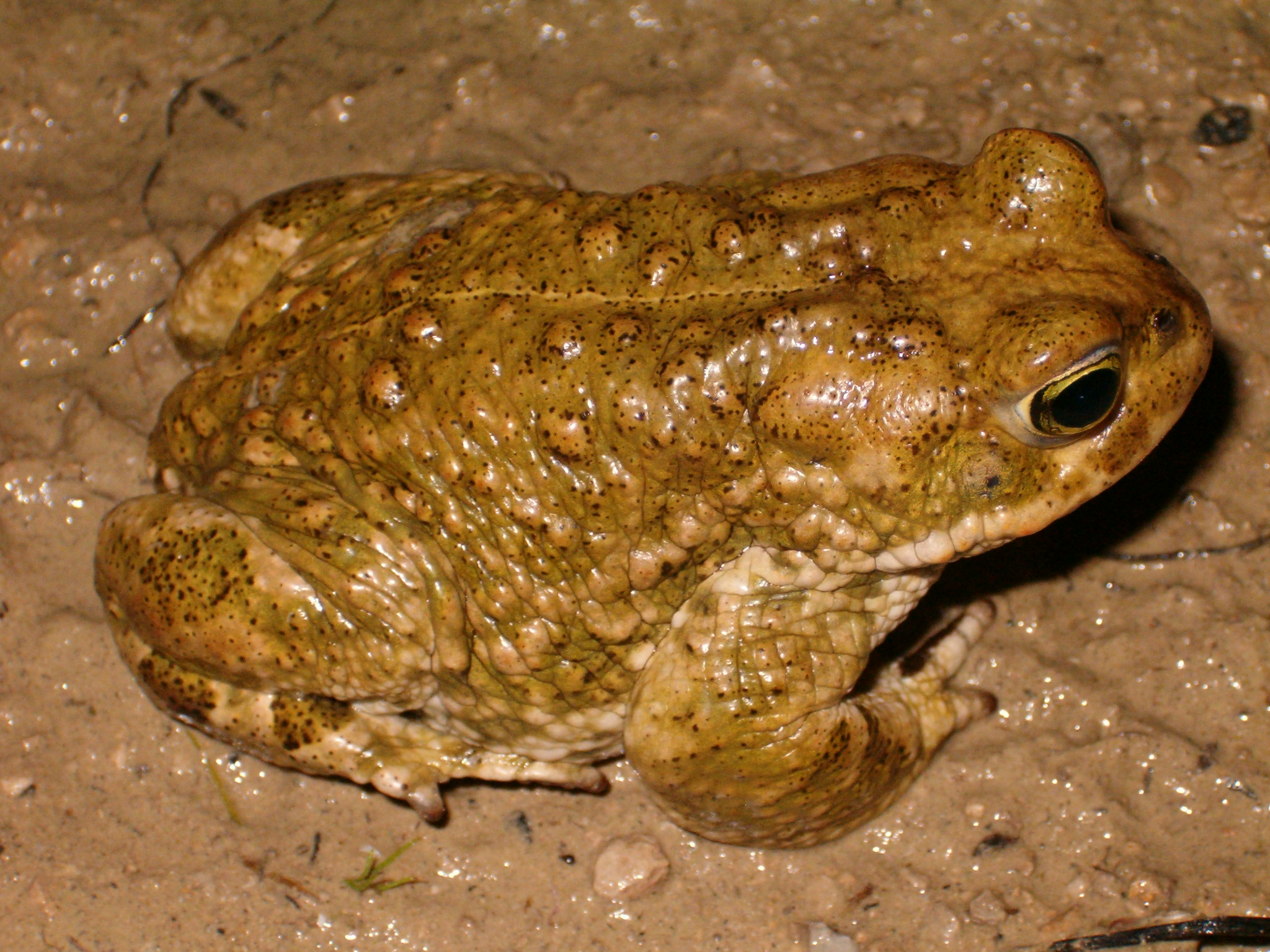
Strandpadda (Epidalea calamita)

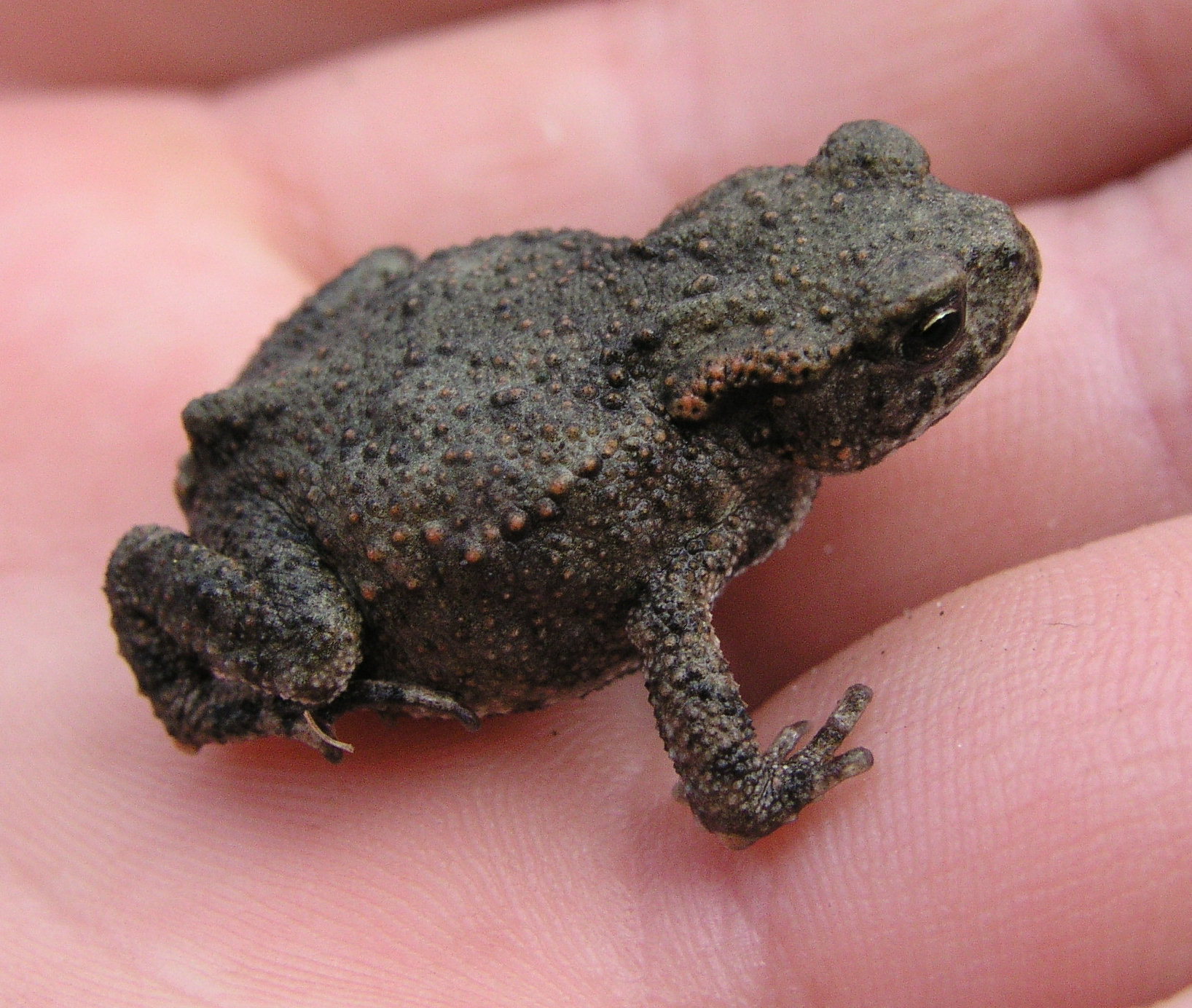
Unge av vanlig padda (Bufo Bufo)

Det finns cirka 500 arter fördelade på 47 släkten.
- Adenomus Cope, 1861
- Altiphrynoides Dubois, 1987
- Amietophrynus Frost et al., 2006
- Anaxyrus
- Andinophryne Hoogmoed, 1985
- Ansonia Stoliczka, 1870
- Atelopus Duméril & Bibron, 1841
- Bufo Laurenti, 1768
- Bufoides Pillai & Yazdani, 1973
- Bufotes Rafinesque, 1814[4]
- Capensibufo Grandison, 1980
- Churamiti Channing & Stanley, 2002
- Crepidophryne Cope, 1889
- Dendrophryniscus Jiménez de la Espada, 1871
- Didynamipus Andersson, 1903
- Duttaphrynus Frost et al., 2006
- Epidalea Cope, 1864
- Frostius Cannatella, 1986
- Incilius
- Ingerophrynus Frost et al., 2006
- Laurentophryne Tihen, 1960
- Leptophryne Fitzinger, 1843
- Melanophryniscus Gallardo, 1961
- Mertensophryne Tihen, 1960
- Metaphryniscus Señaris, Ayarzagüena & Gorzula, 1994
- Nannophryne
- Nectophryne Buchholz & Peters in Peters, 1875
- Nectophrynoides Noble, 1926
- Nimbaphrynoides Dubois, 1987
- Oreophrynella Boulenger, 1895
- Osornophryne Ruiz-Carranza & Hernández-Camacho, 1976
- Parapelophryne Fei, Ye & Jiang, 2003
- Pedostibes Günther, 1876
- Pelophryne Barbour, 1938
- Peltophryne
- Phrynoidis
- Poyntonophrynus
- Pseudepidalea Frost et al., 2006
- Pseudobufo Tschudi, 1838
- Rhamnophryne Trueb, 1971
- Sabahphrynus Matsui, Yambun & Sudin, 2007
- Schismaderma Smith, 1849
- Spinophrynoides Dubois, 1987
- Stephopaedes Channing, 1979
- Truebella Graybeal & Cannatella, 1995
- Werneria Poche, 1903
- Wolterstorffina Mertens, 1939

### Arter i Sverige
I Sverige finns det 3 paddarter.
- vanlig padda (Bufo bufo)
- grönfläckig padda (Bufotes viridis)
- strandpadda, tidigare även kallad stinkpadda (Epidalea calamita)

Alla tre arterna är fridlysta.